# Kojón Prieto y los Huajolotes
Kojón Prieto y los Huajolotes (a veces visto como Huajalotes) fue un grupo musical de los 90 surgido en Pamplona (Navarra) y con un estilo peculiar llamado naparmex que mezclaba letras socialmente comprometidas y festivas con la música mexicana, especialmente la norteña
Su líder, Marco Antonio Sanz de Acedo, conocido como Eskroto y Gavilán, había formado parte del grupo Tijuana in Blue. Otro de sus miembros fue Antonio de la Cuesta, Toñín, que más tarde iniciaría una carrera en solitario bajo el nombre de Tonino Carotone.
Tras la separación de Tijuana in Blue, Sanz se marchó a México. Tras varios meses de estancia decidió volver a Pamplona y formar un grupo con el que tocar canciones mexicanas. Con ella grabó tres discos de larga duración.
Los Huajolotes se disolvieron en septiembre de 1995, tras lo cual Gavilán se dedicó a varios trabajos, como albañil y panadero. En diciembre de 2003, justo un día después del concierto que supuso la reunión de Tijuana in Blue, Sanz fue encontrado ahorcado en su casa de Pamplona. Murió a los 38 años.

## Discografía
¡Agárrense que llegan los reyes del Napar-Mex! (Gor Discos, 1993)
1. Intro

2. Txibato

3. Qué rayos me pasa a mí

4. Pequeño saltamontes

5. Malditos vecinos

6. Eres un hada

7. Estrecho caliente

8. El hedonista

9. Los bigotes de la muerte

10. A qué le tiras (versión de Chava Flores)

11. Insumisión

12. Triste recuerdo (versión de un tema popularizado por Antonio Aguilar)

Síganle compadres (Gor Discos, 1994)
1. Canción de risa

2. La txopera

3. Profesión: artista

4. Como una ola

5. Popurrí laureado (incluye una versión de la clásica ranchera "Los laureles")

6. Insurrección en Chiapas

7. Txus (versión de La Polla Records)

8. El mariatxi

9. A pan y cuchillo

10. Killer Love

11. Kumbia huajolota

12. Bilbainada

¡Salud cabrones! (Gor Discos, 1995)
1. Carcelero

2. La mula del Perico

3. Homenaje a Felisín

4. Los gavilanes

5. El izeber

6. Los kekes (incluye versión de "La felicità" de Al Bano)

7. El feo

8. Despreciable ser

9. Ñiki ñiki

10. La montura

11. Rosa de invernadero

12. El tren de la negra (con Manu Chao)

13. Desconocida

¡Échenle guindas al pavo! (Gor Discos, 1997)
Este álbum recopilatorio incluye tres temas que no aparecen en ninguno de los tres otros elepés ("Éntrele al euskera, buey", "Napartheid" y "Huajalote oinez"), cantados en todo o en parte en euskera, lengua que Gavilán aprendió en los últimos años de su vida.

## Filmografía
- DVD (Gor Discos, 2004)